# Gyula Gömbös
Gyula Gömbös (ungerska: Vitéz jákfai Gömbös Gyula) född 26 december 1886 i Murga, dåvarande Österrike-Ungern (nuvarande södra Ungern), död 6 oktober 1936 i München, Tyskland, var en ungersk general och konservativ politiker. Han var Ungerns premiärminister från 1932 till 1936 och försökte omforma Ungern till en enpartistat med sig själv som diktator. Han var under sin regeringstid starkt influerad av fascismen och hade goda kontakter med Italiens diktator Benito Mussolini, vilka senare förbyttes mot sympatier för Adolf Hitler och den nazistiska ideologin. Enligt ett uttalande före sin död avsåg Gömbös att Ungern skulle vara nazifierat senast 1938.

## Uppväxt

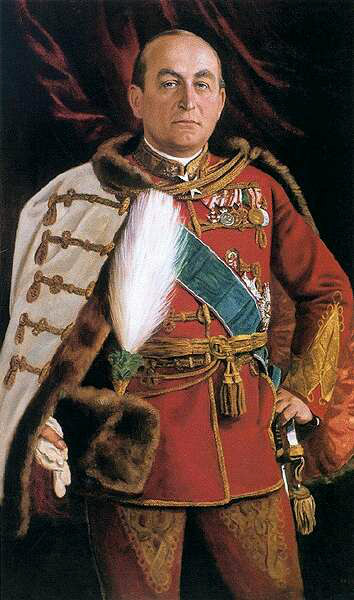
Gyula Gömbös, porträtt av Tibor Pólya.

Gyula Gömbös föddes 1886 i byn Murga i provinsen Tolna. Han var son till Gyula Gömbös, som var folkskollärare i byn, och dennes hustru Maria Weitzel. Förfäderna var främst tyskar, men även av ungersk adel. Gömbös gick i folkskola i Murga, och 1897 flyttade familjen till staden Sopron där Gömbös gick på lyceet. 1901 inskrevs Gömbös vid kadettskolan i Pécs och blev fänrik 1905. Hans första stationering blev vid Zagrebs infanteri.

## Första världskriget
Gömbös tog tidigt värvning i den österrikisk-ungerska armén och tjänade som kapten under första världskriget. Under sin tid i armén blev Gömbös en övertygad förespråkare för Ungerns självständighet från Österrike; han var därtill en bitter kritiker av habsburgsväldet. Efter första världskrigets slut frigjorde sig Ungern från Österrike. Gömbös anslöt sig till de konservativa ungerska styrkorna i Szeged i södra Ungern i protest mot kommunisten Béla Kun som hade gripit makten i Ungern 1919. Gömbös bildade sin egen paramilitära organisation, Magyar Országos Véderő Egylet (MOVE), och blev nära allierad med Miklós Horthy, ledaren för antikommunisterna i Szeged; Gömbös ledde organiserandet av Horthys armé och utsågs till försvarsminister i Szeged-regeringen.
De flesta ungerska högerpolitiker vid den här tiden tillhörde överklassen, men Gömbös härstammade från en medelklassfamilj av ämbetsmän. Gömbös tog den ungerska medelklassens parti och uppmuntrade dess ekonomiska aspirationer.

## Politisk nyordning
Den ungerska rådsrepubliken, under ledning av Béla Kun, upprättades efter en kupp den 21 mars 1919. Kun och hans kommunistiska anhängare företog en revolutionär röd terror, som innebar att regimkritiker och meningsmotståndare torterades och avrättades. I ett försök att återta Transsylvanien från Rumänien utmanade Kun grannlandet. Det militärt starkare Rumänien kunde dock bryta igenom de ungerska linjerna, och i början av augusti 1919 föll Kuns kommuniststyre. Ett drygt halvår senare blev Miklós Horthy statschef.
Horthys första decennium vid makten innebar en politisk och ekonomisk konsolidering i Ungern. Premiärministern István Bethlen, en antitysk aristokrat, satte sin tydliga prägel på utvecklingen. Gömbös deltog i den kontrarevolutionära vita terrorn som i första hand drabbade kommunister, som en vedergällning för den röda terrorns offer. Många av dem avrättades utan rättegång. Terrorn nådde även judar, vilka Gömbös ansåg vara kommunismens främsta tillskyndare. 1919 grundade Gömbös tillsammans med bland andra Pál Prónay det antisemitiska partiet Ébredő Magyarok Egyesülete (ungefär "Uppvaknande ungrares förbund"). Under den vita terrorn gav Prónay prov på utstuderad brutalitet och sadism.
1921 sökte Karl I med stöd av ungerska rojalister att återta den ungerska tronen; Karl I gjorde två försök, ett i mars och ett i oktober. Dessa försök misslyckades emellertid, mycket på grund av Horthys ovilja att erkänna Karl I:s rätt till tronen. I oktober hotade Tjeckoslovakien, Jugoslavien och Rumänien att intervenera militärt, om Karl I gjorde verklighet av sina planer. Skärmytslingar hann äga rum, innan Karl I avsade sig sina tronanspråk; den ungerska oppositionen var alltför stark. Den 6 november 1921 antog det ungerska parlamentet en lag som officiellt innebar den habsburgska detroniseringen.
1921 blev Gömbös en av de tongivande ledarna för den politiska oppositionen mot István Bethlen. Gömbös ville ombilda Ungern till en totalitär enpartistat samt införa antijudiska lagar och verka för Ungerns utträde ur Nationernas förbund. Horthy började vid denna tid att distansera sig från sina tidigare allierade, däribland Gömbös, och denne och några anhängare lämnade Bethlens Egységes Párt (Partiet för nationell enhet) och bildade Fajvédö Párt (Partiet för rasförsvar). Detta parti blev inte särskilt långlivat, och Gömbös anslöt sig ånyo till Egységes Párt 1928.
1929 befordrades Gömbös till generalmajor samt utnämndes till försvarsminister i regeringen Bethlen. Horthy gjorde detta politiska drag för att lugna ner den växande och alltmer högljudda högern. Högern fortsatte att växa, och den 1 oktober 1932 utsågs Gömbös till Ungerns premiärminister på villkor att han återkallade sin antisemitiska agenda och inte upplöste parlamentet för att kunna kräva nyval. Genom detta försvårades Gömbös möjligheter att genomföra de inrikespolitiska förändringar, vilka han hade tänkt sig. Parlamentet hyste många Bethlen-supportrar, men Gömbös gav inte upp sina planer på att göra Ungern till en fascistisk stat. Gömbös blickade tillbaka till den tid då Ungern var självständigt och mäktigt under senmedeltiden, men han såg även framåt och drömde om en stark, självständig ungersk stat. Gömbös var den som åren efter första världskriget hade organiserat väpnade kontrarevolutionära trupper och högerradikala grupper, och var på grund av detta mycket populär bland officerskåren och större delen av byråkratin. Gömbös var den förste ungerske politiker som offentligt kallade sig själv "ungersk nationalsocialist". Gömbös uppvisade en tydlig aversion gentemot demokratiska och liberala idéer, en allmän fientlighet mot arbetarklassen och en avsky för vänsterradikalism. Gömbös grundade dagstidningar och byggde upp en välorganiserad propagandaapparat, vilken förde fram hans högljudda attacker mot den ungerska aristokratin, judarna, socialdemokraterna och kommunisterna. Dessa grupper beskylldes för att obstruera sociala reformer. Gömbös alltmer inflytelserika parti attraherade många partilösa högerradikala.
I Gömbös första kabinett återfanns en brokig skara politiker. Inrikesministern Ferenc Keresztes-Fischer kom senare att inta en antitysk hållning; finansministern Béla Imrédy, var under lång tid probrittisk, men blev under andra världskriget övertygat protysk och rabiat antisemit; jordbruksministern Miklós Kállay, som var Ungerns premiärminister från 1942 till 1944, sympatiserade med de västallierade.
Gömbös stränga reformprogram inom inrikespolitiken provocerade oppositionsledaren och förre premiärministern István Bethlen och dennes konservativa liberaler. Spänningarna mellan Gömbös och Bethlen ökade 1934, då Bethlen krävde att Gömbös, enligt Bethlen, diktatoriska makt måste brytas. Gömbös anade oråd och lät den 5 mars 1935 plötsligt upplösa det ungerska parlamentets underhus; Gömbös sökte därmed förekomma opponenter inom det egna partiet och ledamöter ur den politiska oppositionen från att störta honom själv. Nyvalet, som godkänts av Horthy, hölls redan den 11 april, och då uteslöts motståndare inom det egna partiet. Valresultatet innebar att ungerska högerkrafter, i synnerhet Gömbös Nemzeti Egység Pártja (Partiet för Nationell Enhet) tog kontrollen över parlamentet, vilket ledde till att Gömbös egen personliga politiska makt ökade. Nemzeti Egység Pártja vann 170 av parlamentets 245 mandat. Gömbös lät utvidga och modernisera armén och förvissade sig om officerarnas lojalitet; han lät entlediga tjugotvå generaler som inte ansågs stödja regeringen. Gömbös besatt nu närmast diktatorisk makt.

## En internationell politiker

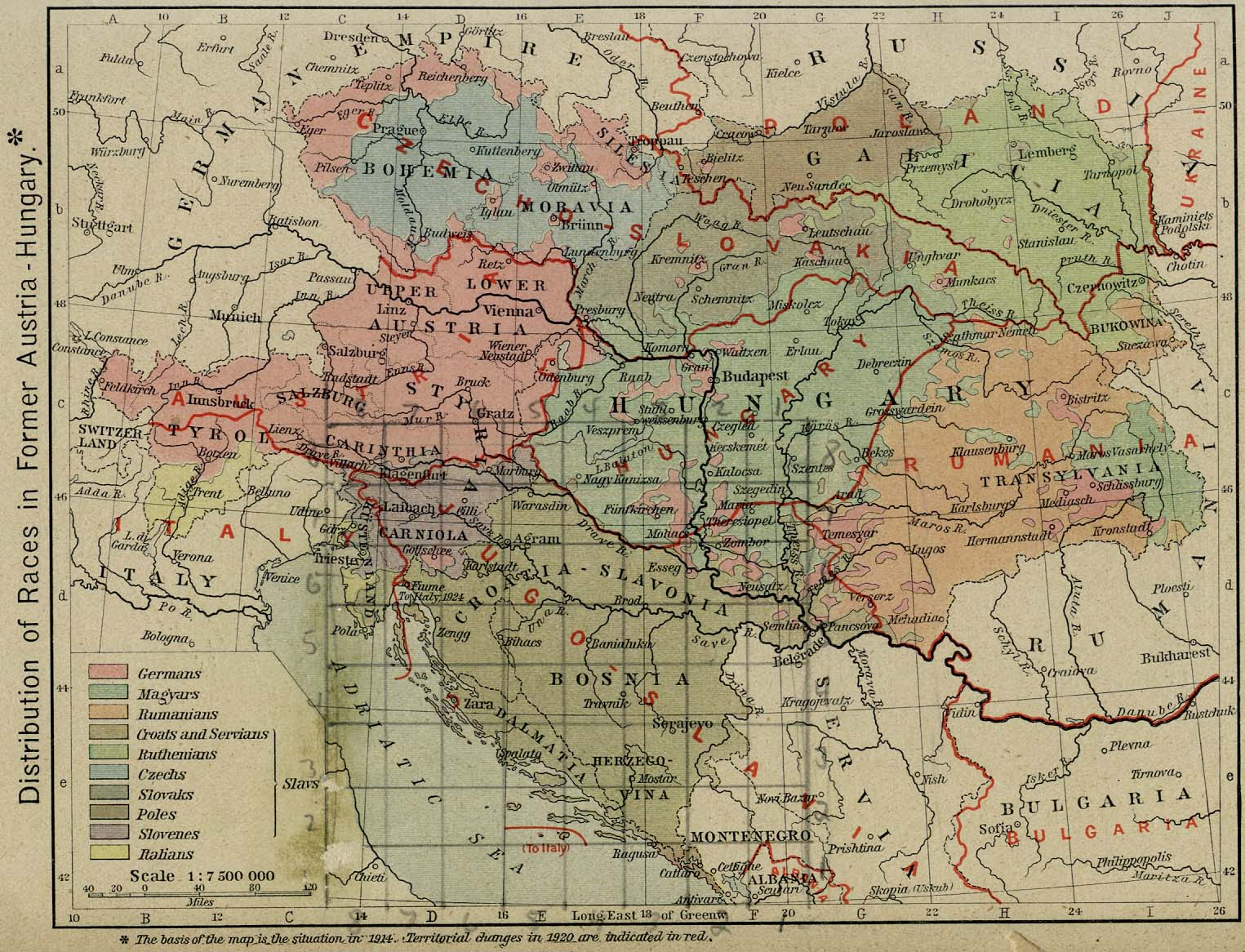
Ungerns (ljusgrönt område i mitten) territoriella förluster i och med Trianonfördraget 1920.

Under sin tid som ungersk premiärminister var Gömbös mycket aktiv inom den internationella politiken. Ett av hans mål var att ingå förbund med Italien och Österrike. Strax efter att ha utnämnts till premiärminister 1932 flög Gömbös till Italien för att träffa diktatorn Benito Mussolini. Mussolini lovade sitt stöd till Ungern om Ungern skulle förklara krig mot Jugoslavien och Rumänien för att återerövra förlorade territorier efter undertecknandet av Trianonfördraget 1920. Ungern hade förlorat drygt två tredjedelar av sitt tidigare territorium; i norr hade Ungern tvingats avträda ett stort territorium, bland annat Slovakien, till Tjeckoslovakien, i öster Transsylvanien till Rumänien och i söder Kroatien och Slavonien till Jugoslavien. Till Österrike hade man tvingats att avstå Burgenland. Drygt tre femtedelar av den ungersktalande befolkningen skildes från hemlandet Ungern. 
Gömbös hyste även hopp om att ingå allians med Tyskland, och efter att Adolf Hitler utnämnts till rikskansler den 30 januari 1933, blev Gömbös i juni samma år den förste utländske regeringschefen som besökte denne; Gömbös hade haft kontakt med de tyska nationalsocialisterna sedan 1921. Tidigare hade ett närmande länderna emellan legat tämligen lågt på den politiska agendan. Dock hade det agiterats om de bägge ländernas delade öde i och med första världskriget. Tyskland och Ungern hade varit involverade i omfattande krigshandlingar; båda länderna hade avvisat Versaillesfreden som orättvis och skamlös. Ungern och Tyskland ansåg att krigets segrarmakter hade fått diktera villkor, vilka bland annat innebar avsevärda territoriella förluster. Revanschismen var mycket stark.
Gömbös slöt ett omfattande handelsavtal med Tyskland vilket kom att förbättra Ungerns svaga ekonomi. Ungerska industriföretag vågade utöka sina investeringar, och den ungerska befolkningens levnadsvillkor förbättrades successivt. Avtalet oroade likväl många ungerska politiska ledare, som trodde att Gömbös relationer till Tyskland skulle skada Ungerns band med Italien, då Italien och Tyskland tvistade om en möjlig union mellan Tyskland och Österrike. Gömbös ivriga tyskvänlighet svalnade dock när Hitler gjorde klart att Tyskland inte skulle stödja Ungern i ett eventuellt krig mot Rumänien eller Jugoslavien. Som skäl angav Hitler att Rumänien och Jugoslavien var mera betydelsefulla som potentiella bundsförvanter på grund av dessa länders omfattande naturtillgångar. Hitler motsatte sig även Gömbös planer på att utvidga den ungerska armén.

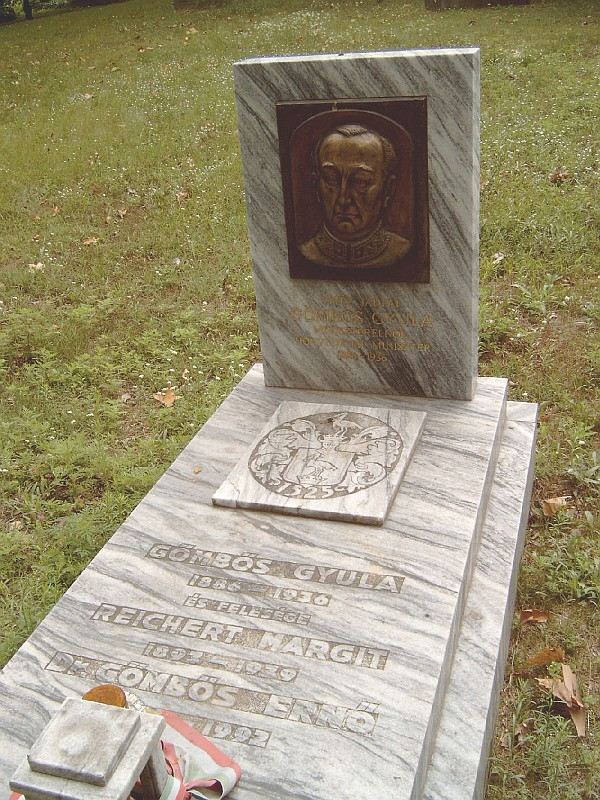
Gömbös grav på begravningsplatsen Kerepesi i Budapest.

Gömbös ämnade omforma Ungern efter tysk modell, men starka protester infann sig då Gömbös ville anta den nationalsocialistiska rasideologin. Inrikesministern Miklós Kozma övertalade Gömbös att inte ådagalägga en officiell antisemitisk politik. I mars 1934 undertecknades i Rom ett fördrag mellan Italien, Österrike och Ungern vilket skulle tjäna som en varning för Hitler att försöka att angripa Österrike. Den 25 juli samma år mördade österrikiska nazister, med Hitlers goda minne, den österrikiske förbundskanslern Engelbert Dollfuß och försökte sig på en statskupp. Relationerna mellan Ungern och Tyskland nådde då ett lågvattenmärke. Den 9 oktober 1934 mördade den bulgariske revolutionären Vlado Tjernozemski i Marseille Jugoslaviens kung Alexander I och den franske utrikesministern Louis Barthou. Ogrundade rykten ville göra gällande att Ungern hade stött attentatet; detta ledde till mycket försämrade relationer mellan Ungern och dess granne Jugoslavien. Gömbös behövde nu söka efter en ny allierad.
Gömbös och Ungern vände nu blicken mot Polen. Gömbös avlade i oktober 1934 ett officiellt statsbesök hos presidenten Józef Piłsudski i Kraków och föreslog denne en allians, som bland annat innebar att Polen inte skulle angripa Ungern utan istället skydda Ungern mot Rumänien och dess allierade i Lilla ententen – Tjeckoslovakien och Jugoslavien. I maj 1935 ingicks två ömsesidiga pakter mellan Frankrike och Ryssland samt mellan Ryssland och Tjeckoslovakien. Den sistnämnda pakten oroade ungrarna, och Gömbös vände sig ånyo till Hitler och Tyskland; Gömbös ville ha förhandlingar om Ungerns framtida utrikespolitik. Hitler rådde Gömbös att för tillfället lägga bort sina territoriella krav gentemot Rumänien och Jugoslavien och istället fokusera på Tjeckoslovakien. Tyskland gav Ungern ett lån på 100 miljoner Reichsmark i utbyte mot att Ungern beställde tyska artilleri- och antistridsvagnsvapen. Ungern gavs även möjligheten att återfå Burgenland i östra Österrike vid en eventuell framtida tysk annektering av Österrike. När Mussolinis Italien hade invaderat Abessinien i början av oktober 1935, kunde Ungern ännu en gång räkna med Italiens stöd.
Gömbös vågade nu inför Hermann Göring skryta om att Ungern inom tre år skulle vara en renodlad nationalsocialistisk stat med Gömbös själv som diktator. Dessa planer kom dock aldrig att förverkligas, då Gömbös avled av njursvikt i oktober året därpå.
Det Europa som nu, 1936, var förefintligt såg annorlunda ut än när Gömbös 1932 utsågs till premiärminister. Italien hade fått visa upp musklerna under det italiensk-abessinska kriget. 1936 existerade ett samförstånd mellan Mussolini och Hitler, något som inte verkade möjligt i samband med mordet på Engelbert Dollfuß i juli 1934. I maj 1935 ingick Frankrike och Sovjetunionen en försvarsallians, och i mars 1936 hade Hitlers trupper besatt det demilitariserade Rhenlandet. Även spanska inbördeskriget (1936—1939) innebar att den politiska kartan över Europa kom att ritas om.
Efter Gyula Gömbös död i oktober 1936 kom Ungern att alltmer närma sig Tyskland. 1938 infördes i Ungern antisemitiska lagar som bland annat innebar att det judiska inflytandet över den ungerska ekonomin skulle stävjas; lagstiftarna hade låtit sig inspireras av de tyska Nürnberglagarna från 1935.